# Melo de Bari
Melo (em latim: Melus) ou Meles (em grego medieval: Μέλης; romaniz.: Méles), referido como Ismael (em latim: Ismahel) num casado que o próprio cedeu ao imperador Henrique II (r. 1014–1024), foi um notável do sul da Itália que se rebelou contra o Império Bizantino no início do século XI.

## Vida

Império Bizantino em 1025

As origens de Melo são incertas. Segundo as fontes, vestia-se conforme os costumes gregos, mas isso não necessariamente atesta origem grega. É sugerido que provavelmente fosse um lombardo. Era influente residente em Bari, a principal cidade do Império Bizantino no sul da Itália. Casou-se com Maralda e com ela gerou Argiro. Em maio de 1009, ocupou Bari com seus seguidores, mas foram derrotados pelo catepano Basílio Mesardonita e o estratego de Samos Basílio Argiro em 1010-1011. Melo fugiu à Lombardia, de onde, com ajuda do papa João XVIII (r. 1003–1009) e do imperador Henrique II (r. 1014–1024), retornou com tropas lombardas e normandas alguns anos depois.
Em 1017, conseguiu várias vitórias, sobretudo sob as tropas do excubitor Leão Patiano. Em 22 de junho, venceu o catepano Tornício Contoleão. Em dezembro de 1017, ou outubro de 1018, Basílio Boiano decisivamente venceu Melo e seus aliados em Canas, na Apúlia. Fugiu ao Sacro Império, onde presenteou Henrique com um valioso casado. O presente só foi concluído depois da morte de Melo em 23 de abril de 1020, em Bamberga, e então doado por Henrique à Catedral de Bamberga. Lupo Protoespatário afirmou que Melo foi duque da Apúlia, tendo recebido o título antes de sua morte no exílio, mas nunca governou.